# Кастера-Лубикс
Кастера́-Луби́кс (фр. Castéra-Loubix) — коммуна во Франции, находится в регионе Аквитания. Департамент — Атлантические Пиренеи. Входит в состав кантона Пе-де-Морлаас и дю Монтанерес. Округ коммуны — По.
Код INSEE коммуны — 64174.

## География

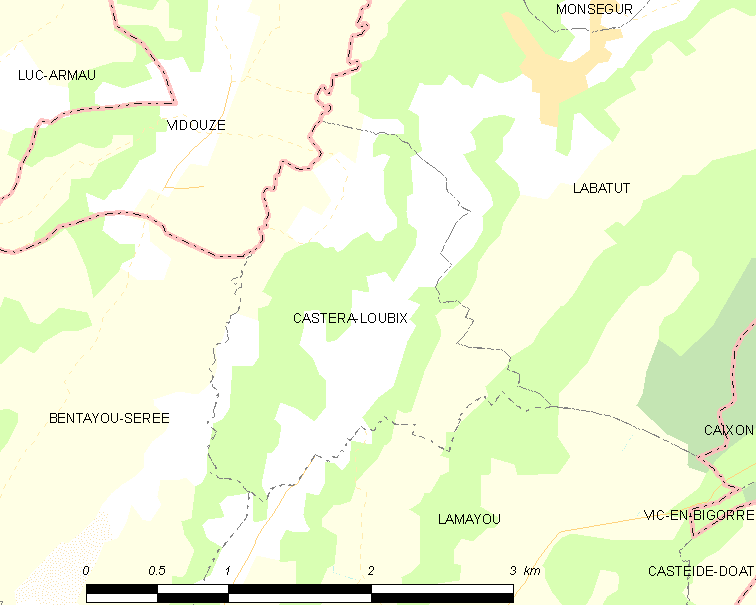
Карта коммуны

Коммуна расположена приблизительно в 640 км к югу от Парижа, в 170 км южнее Бордо, в 30 км к юго-востоку от По.
По территории коммуны протекают реки Луэт и Эза.

### Климат
Климат тёплый океанический. Зима мягкая, средняя температура января — от +5°С до +13°С, температуры ниже −10 °C бывают редко. Снег выпадает около 15 дней в году с ноября по апрель. Максимальная температура летом порядка 20-30 °C, выше 35 °C бывает очень редко. Количество осадков высокое, порядка 1100 мм в год. Характерна безветренная погода, сильные ветры очень редки.

## Население
Население коммуны на 2010 год составляло 54 человека.
| 1962 | 1968 | 1975 | 1982 | 1990 | 1999 | 2010 |
| ---- | ---- | ---- | ---- | ---- | ---- | ---- |
| 55   | 57   | 53   | 48   | 43   | 49   | 54   |

## Администрация
| Период | Период | Фамилия             | Партия | Примечания |
| ------ | ------ | ------------------- | ------ | ---------- |
| 1995   | 2008   | Жан Латриль         |        |            |
| 2008   | 2020   | Жан-Марк Тисн-Дабан |        |            |

## Экономика
В 2010 году среди 33 человек трудоспособного возраста (15-64 лет) 25 были экономически активными, 8 — неактивными (показатель активности — 75,8 %, в 1999 году было 66,7 %). Из 25 активных жителей работали 19 человек (11 мужчин и 8 женщин), безработных было 6 (4 мужчины и 2 женщины). Среди 8 неактивных 3 человека были учениками или студентами, 4 — пенсионерами, 1 был неактивным по другим причинам.

## Достопримечательности
- Церковь Св. Михаила (XII век). Исторический памятник с 1973 года[4]
- Церковь Св. Андрея (XI век)[5]